# Draft juniorów KHL
Draft juniorów KHL (ros. Драфт юниоров КХЛ, od 2015 Ярмарка юниоров КХЛ – Jarmarka Juniorow KHL) – coroczne spotkanie, podczas którego kluby z hokejowych rozgrywek Kontynentalnej Hokejowej Ligi (KHL) mogą uzyskać prawa do zawodników w wieku juniorskim.
Impreza odbywa się po zakończeniu sezonu, pod koniec maja lub na początku czerwca i jest przeprowadzona według wzorów zaczerpiniętych z draftów amerykańskich lig zawodowych (w szczególności NHL - National Hockey League Entry Draft).
Obecnie zasadniczą regułą draftu jest warunek, iż biorący udział w wyborze hokeiści są dopuszczeni jako:
- absolwenci szkół hokejowych w wieku 17 lat,
- zawodnicy w wieku 17-21 lat, występujący w rozgrywkach pod egidą Rosyjskiej Federacji, jednak aktualnie nie związani kontraktem z żadnym z klubów rozgrywek KHL, WHL (niższa klasa ligowa) oraz MHL (rozgrywki juniorskie) i co do których praw nie posiadają żadne z klubów ligi[1].

## Edycje
| Draft | Data           | Miasto, obiekt                                  | Liczba graczy | Wybrany z nr 1     | Klub poprzedni                          | Klub wybierający        |
| ----- | -------------- | ----------------------------------------------- | ------------- | ------------------ | --------------------------------------- | ----------------------- |
| 2009  | 1 czerwca 2009 | Mytiszczi, Mytiszczi Arena                      | 85            | Michaił Pasznin    | Mieczeł Czelabińsk                      | CSKA Moskwa             |
| 2010  | 4 czerwca 2010 | Mytiszczi, Mytiszczi Arena                      | 188           | Dmitrij Jaškin     | Slavia Praga                            | Sibir Nowosybirsk       |
| 2011  | 28 maja 2011   | Mytiszczi, Mytiszczi Arena                      | 134           | Anton Slepyszew    | Dizel Penza 2                           | Mietałłurg Nowokuźnieck |
| 2012  | 26 maja 2012   | Czelabińsk, Traktor Arena                       | 167           | Dienis Aleksandrow | Krylja Sowietow                         | SKA Sankt Petersburg    |
| 2013  | 26 maja 2013   | Donieck, Drużba Arena                           | 174           | Dmitrij Osipow     | Ruś Moskwa                              | Amur Chabarowsk         |
| 2014  | 8 maja 2014    | Petersburg, Pałac Lodowy                        | 208           | Kiriłł Kaprizow    | Kuznieckie Miedwiedi Nowokuźnieck       | Mietałłurg Nowokuźnieck |
| 2015  | 24 maja 2015   | Moskwa, WTB Ledowyj Dworiec                     | 133           | Artiom Malcew      | SKA-Sieriebrianyje Lwy Sankt Petersburg | HK Soczi                |
| 2016  | 23 maja 2016   | Moskwa, Renaissance Moscow Monarch Center Hotel | 148           | Wieniamin Baranow  | Dinamo St. Petersburg U17               | Admirał Władywostok     |